# Peatîhorî, Zdolbuniv
Peatîhorî (în ucraineană П'ятигори) este o comună în raionul Zdolbuniv, regiunea Rivne, Ucraina, formată numai din satul de reședință.

## Demografie
Componența lingvistică a comunei Peatîhorî
     Ucraineană (99,48%)
     Alte limbi (0,51%)
Conform recensământului din 2001, majoritatea populației comunei Peatîhorî era vorbitoare de ucraineană (99,48%), existând în minoritate și vorbitori de alte limbi.